# سانت رافيدس نجر
سانت رافيدس نجر رمزها «SR» (بالإنجليزية: Sant  Ravidas  Nagar) ، هو تقسيم إداري لدولة الهند تتبع ولاية أتر برديش (بالإنجليزية: Uttar  Pradesh) ، مركزها هو مدينة جانبور (بالإنجليزية: Gyanpur) عدد سكانها حسب تعداد سنة 2001 هو 1,352,056 ، مساحتها 960 كم² وكثافة السكان 1,408 لكل كم² .